# Corinaldo
Corinaldo es una localidad y comune italiana de la provincia de Ancona, región de las Marcas, con cerca de 5000 habitantes.
En el año 2008 Corinaldo obtuvo la distinción EDEN, que otorga la Comisión Europea, a uno de los «Mejores destinos de turismo y el patrimonio intangible local».

## Evolución demográfica
| Gráfica de evolución demográfica de Corinaldo entre 1861 y 2001 |
|                                                                 |
| Fuente ISTAT - elaboración gráfica de Wikipedia                 |